# Lista de reis de Atropatene
Esta é uma lista de reis e governantes do Azerbaijão.

## Média Atropatene
A região do Azerbaijão fazia parte da satrapia da Média, no Império Aquemênida. Com o colapso deste império, Atropates, o sátrapa, declarou a independência da parte nordeste da região, que passou a se chamar Média Atropatene. De Atropatene deriva a Azerbaijão, através do persa médio Āturpātakān e Ādurbādagān, e do novo persa Āḏarbāyjān.
A lista abaixo não é sequencial, pois existem várias lacunas:
- Atropates, 321 a.C. - ?
- Artabarzanes, reinou durante a revolta de Molon contra o selêucida Antíoco III, e se submeteu à suserania selêucida
- Mitrídates, genro do rei da Arménia Tigranes, o Grande.[Nota 1] Possivelmente identificado com o xá Mitrídates III.
- Dario, rei da Média em 65 a.C. que lutou contra Pompeu. Existem dúvidas sobre se houve tal rei na Média Atropatene
- Ariobarzanes, tornou-se rei pouco antes de 59 a.C.
- Artavasdes, filho do anterior, nasceu em 59 a.C. ou pouco antes. Era inimigo do rei da Arménia de mesmo nome, Artavasdes II. Foi atacado por Marco Antônio em 39 a.C., mas rechaçou a invasão romana e arménia. Em 33 a.C., após romper com os partas, se aliou a Antônio, inclusive através do noivado de seus filhos. Foi preso pelos partas em 30 a.C., mas fugiu e se refugiou com Otaviano. Morreu em Roma, pouco antes de 20 a.C.
- Ariobarzanes II, filho do anterior, nomeado por Augusto, em c. 20 a.C., rei da Média Atropatene. Posteriormente, foi nomeado também rei da Arménia.
- Artavasdes II, filho do anterior, sucessor na Média Atropatene e na Arménia. Assassinado em 19 ou 20 d.C.. Com este assassinato, termina o período em que a Arménia foi governada por descendentes de Atropates.

Os últimos descendentes de Atropates viveram exilados na Itália, enquanto a Média Atropatene passou a ser governada por príncipes da dinastia arsácida da Pártia:
- Pácoro, irmão de Vologases I, governou de c. 51 até a invasão do alanos em 72

Durante o período sassânida, Atropatene/Aturpatacã foi governada por um marquês (marzobã), que tinha a autoridade de um sátrapa. O Azerbaijão foi conquistado pelos árabes, durante o califado de Omar, entre 18 A.H./639 e 22 A.H./643.